# Pudlivka, Novi Sanjarî
Pudlivka (în ucraineană Пудлівка) este un sat în comuna Rudenkivka din raionul Novi Sanjarî, regiunea Poltava, Ucraina.

## Demografie
Componența lingvistică a localității Pudlivka
     Ucraineană (95,96%)
     Rusă (4,04%)
Conform recensământului din 2001, majoritatea populației localității Pudlivka era vorbitoare de ucraineană (95,96%), existând în minoritate și vorbitori de rusă (4,04%).